# Limnophora yunnanensis
Limnophora yunnanensis este o specie de muște din genul Limnophora, familia Muscidae, descrisă de Xue și Tong în anul 2003. Conform Catalogue of Life specia Limnophora yunnanensis nu are subspecii cunoscute.